# 山名豊氏
山名 豊氏（やまな とようじ）は、室町時代の因幡国の守護大名。

## 生涯
伯耆守護である山名教之の子（次男か）として生まれる。元服時に山名本家当主・山名持豊（宗全）より偏諱（｢豊｣の字）を受けて豊氏と名乗る。『斎藤親基日記』、『長禄二年以来申次記』などには「実は山名豊之の舎弟」とあり、長禄3年（1459年）4月に死去したとみられる山名熈幸の養子となり、因幡守護職を継承した。
長禄3年12月18日、勝定院に仏事銭30貫文を納めたのが史料上の初見であり、熈幸が死去した後、間もなくして守護職を継承したものと見られる。寛正2年（1461年）8月（『蔭凉軒日録』）には但馬円通寺聚慶軒領因幡国味和郷を押領していたことが伝えられている。この件に関しては寛正元年（1460年）9月にも同様の記事がみえる。寛正6年（1465年）8月の石清水放生会には8代将軍足利義政の御供衆9人の中に「山名七郎」の名がみえるほか、文正元年（1466年）11月の大嘗会においては因幡一国分の課役を受け持っている。
応仁の乱にも因幡守護として山名方に参陣、因幡国内の諸兵3000騎を率いて上洛し、一条大宮などの合戦に従事した。『大乗院寺社雑事記』によれば応仁元年（1467年）6月2日、本家当主の山名宗全や実父・教之らと共に西軍にあったことが伝えられている。『応仁記』にみえる「布施左衛門佐」は豊氏を指すものと見られることから、現在山名勝豊による築城説が疑問視されている布勢天神山城は豊氏が築城したとする説が有力になっている。
没年は不明、文明年間にも「山名七郎」の名が散見されるが、豊氏を指すものなのかは不明である（片岡秀樹は宗全の子の山名豊久も七郎を称しており、文明期の七郎はこちらであるとしている）。豊氏の後に守護職を継承した山名豊時（史料上の初見は文明11年（1479年）8月）は勝豊ではなく豊氏の子息とする説がある。また、『山名系図』には子息として「智房（一説には「聟房」）」の名がみえ、足利義政から父親の討死に関する御内書の宛名として記録されている。その表題と内容から、文明年間（応仁の乱中）に豊氏が戦死したこと、智房（聟房）がその当時東軍に寝返っていた（当時義政を擁立していたのは東軍であるため）ことは判明するものの、年次も具体的な状況ともに記されていないため、その最期の様子は不明である。伊藤大貴は伯耆守護山名豊之と因幡守護山名豊氏は一貫して共同歩調を取ってきたこと、文明3年（1471年）に山名豊之が重臣の謀反による暗殺され、その3日後に出雲国において伯耆勢を中心とした山名軍（西軍）が京極軍（東軍）に壊滅させられていること、智房（聟房）は幼名と推測されることから、豊之が重臣による謀反で殺された混乱に巻き込まれた豊氏も直後に戦死し、幼君を担いで実権を掌握した因幡守護家の重臣が東軍に寝返ったのではないかと推測している。